# Pedro Miguel Martins Santos
Pedro Miguel Martins Santos (Lisboa, Portugal; 22 de abril de 1988) es un futbolista portugués. Se desempeña de centrocampista y su equipo actual es el DC United de la Major League Soccer.

## Trayectoria
Nacido en Lisboa, Santos de joven jugó en las inferiores de tres equipos, incluido el Casa Pia A.C. desde los 13 a los 19 años. En sus primeras temporadas en el club amateur en nivel adulto, anotó 17 goles en la temporada 2009-10 y ayudó al ascenso a la tercera categoría de Portugal, la II Divisão.
La temporada siguiente Santos fichó por el Leixões S.C. de la LigaPro. En su segundo año en el Estádio do Mar, jugó 27 encuentros y anotó 4 goles.
Fichó por el Vitória de Setúbal de la Primeira Liga en el verano de 2012, y debutó en la primera categoría el 19 de agosto de ese año en el empate 2-2 ante el C.D. Nacional.
En el 2014 fichó por el S.C. Braga, y fue enviado a préstamo al FC Astra Giurgiu y al Rio Ave FC en su primer año en el club. A su regreso, ayudó al club a terminar en el cuarto lugar de la clasificación por segunda temporada consecutiva; el 22 de mayo de 2016 entró a la cancha en reemplazo de Josué en la final de la Taça de Portugal, encuentro que terminó en empate 2-2 y se definió en la tanda de penaltis, donde Santos anotó, en el Estadio Nacional.
A los 29 años, el 7 de agosto de 2017, Santos fichó por el Columbus Crew SC de la Major League Soccer como Jugador Franquicia. Debutó 12 días después en el empate a uno contra el Orlando City SC.

## Clubes
| Club                     | País           | Año           |
| ------------------------ | -------------- | ------------- |
| Casa Pia                 | Portugal       | 2008 - 2010   |
| Leixões                  | Portugal       | 2010 - 2012   |
| Vitória Setúbal          | Portugal       | 2012 - 2013   |
| Braga                    | Portugal       | 2013 - 2017   |
| Astra Giurgiu (préstamo) | Rumania        | 2013          |
| Rio Ave (préstamo)       | Portugal       | 2014          |
| Columbus Crew SC         | Estados Unidos | 2017-2022     |
| DC United                | Estados Unidos | 2022-presente |

## Selección nacional
Santos jugó dos encuentros amistosos para la selección de Portugal sub-19 en el 2007.

## Estadísticas
Actualizado al último partido disputado el 11 de noviembre de 2018.
| Casa Pia Portugal |               |               |     |    |    |    |    |    |    |     |     |    |
| 4.ª | 2008-09       | 14            | 8   | 1  | 0  | -  | -  | -  | -  | 15  | 8   |    |
| 4.ª | 2009-10       | 25            | 17  | 3  | 0  | -  | -  | -  | -  | 28  | 17  |    |
| Total club | Total club    | 39            | 25  | 4  | 0  | 0  | 0  | 0  | 0  | 43  | 25  |    |
| Leixões Portugal |               |               |     |    |    |    |    |    |    |     |     |    |
| 3.ª | 2010-11       | 14            | 1   | 2  | 0  | -  | -  | 2  | 0  | 18  | 1   |    |
| 3.ª | 2011-12       | 27            | 4   | 3  | 0  | -  | -  | 1  | 0  | 31  | 4   |    |
| 2.ª | 2012-13       | 0             | 0   | 0  | 0  | -  | -  | 2  | 1  | 2   | 1   |    |
| Total club | Total club    | 41            | 5   | 5  | 0  | 0  | 0  | 5  | 1  | 51  | 6   |    |
| Vitória Setúbal Portugal |               |               |     |    |    |    |    |    |    |     |     |    |
| 1.ª | 2012-13       | 28            | 4   | 2  | 0  | 0  | 0  | 4  | 0  | 34  | 4   |    |
| Total club | Total club    | 28            | 4   | 2  | 0  | 0  | 0  | 4  | 0  | 34  | 4   |    |
| Braga Portugal |               |               |     |    |    |    |    |    |    |     |     |    |
| 1.ª | 2013-14       | 0             | 0   | 0  | 0  | 0  | 0  | 0  | 0  | 0   | 0   |    |
| 1.ª | 2014-15       | 26            | 5   | 4  | 0  | 0  | 0  | 3  | 0  | 33  | 5   |    |
| 1.ª | 2015-16       | 23            | 7   | 7  | 1  | 8  | 0  | 3  | 2  | 41  | 10  |    |
| 1.ª | 2016-17       | 27            | 6   | 2  | 2  | 5  | 0  | 4  | 1  | 38  | 9   |    |
| 1.ª | 2017-18       | 0             | 0   | 0  | 0  | 2  | 0  | 0  | 0  | 2   | 0   |    |
| Total club | Total club    | 76            | 18  | 13 | 3  | 15 | 0  | 10 | 3  | 114 | 24  |    |
| Astra Giurgiu (préstamo) · Rumania |               |               |     |    |    |    |    |    |    |     |     |    |
| 1.ª | 2013-14       | 2             | 1   | 2  | 0  | -  | -  | -  | -  | 4   | 1   |    |
| Total club | Total club    | 2             | 1   | 2  | 0  | 0  | 0  | 0  | 0  | 4   | 1   |    |
| Rio Ave (préstamo) Portugal |               |               |     |    |    |    |    |    |    |     |     |    |
| 1.ª | 2013-14       | 14            | 0   | 4  | 0  | -  | -  | 4  | 1  | 22  | 1   |    |
| Total club | Total club    | 14            | 0   | 4  | 0  | 0  | 0  | 4  | 1  | 22  | 1   |    |
| Columbus Crew SC Estados Unidos |               |               |     |    |    |    |    |    |    |     |     |    |
| 1.ª | 2017          | 9             | 0   | 0  | 0  | -  | -  | 5  | 0  | 14  | 0   |    |
| 1.ª | 2018          | 30            | 1   | 0  | 0  | -  | -  | 3  | 0  | 33  | 1   |    |
| Total club | Total club    | 39            | 1   | 0  | 0  | 0  | 0  | 8  | 0  | 47  | 1   |    |
| Total carrera | Total carrera | Total carrera | 239 | 54 | 30 | 3  | 15 | 0  | 31 | 0   | 315 | 62 |
| (1) Incluye datos de la Copa de Portugal (2008-09 / 2016-17) y la Copa de Rumania (2013-14) (2) Incluye datos de la Liga Europa de la UEFA (2015-16 / 2017-18). (3) Incluye datos de la Copa de la Liga de Portugal (2010-11 / 2016-17), la Supercopa de Portugal (2016-17) y los Playoffs de la MLS (2017 / 2018). |               |               |     |    |    |    |    |    |    |     |     |    |

## Palmarés

### Títulos nacionales
| Título           | Club          | País     | Año     |
| ---------------- | ------------- | -------- | ------- |
| Tercera División | Casa Pia      | Portugal | 2009-10 |
| Copa de Rumania  | Astra Giurgiu | Rumania  | 2013-14 |
| Copa de Portugal | Braga         | Portugal | 2015-16 |

## Vida personal
Está casado con su esposa Ana y juntos tienen dos hijos: Martin y Vicente. Creció siendo simpatizante del Sporting Clube y su jugador favorito era Luís Figo. Su jugador favorito de todos los tiempos es Ronaldo Nazario da Lima, mientras que su jugador favorito actual es Cristiano Ronaldo. Habla tres idiomas: portugués, inglés y español.